# Lamprosema major
Lamprosema major là một loài bướm đêm trong họ Crambidae.